# Racing FC Union Lëtzebuerg Futsal
Racing FC Union Lëtzebuerg Futsal – luksemburski klub futsalowy z siedzibą w mieście Luksemburg, obecnie występuje w najwyższej klasie rozgrywkowej Luksemburga. Jest sekcją futsalu w klubie sportowym Racing FC Union Luksemburg.
Klub został założony w 2016 r. Potem dołączył do Luksemburskiego Związku Piłki Nożnej (FLF). 5 marca 2017 roku klub został mistrzem pierwszych oficjalnych rozgrywek w Futsal Ligue 2 i awansował do Futsal Ligue 1. W debiutowym sezonie 2017/18 zdobył mistrzostwo i puchar kraju.

## Sukcesy
- Mistrzostwo Luksemburga (2): 2017/18, 2018/19
- Puchar Luksemburga (1): 2017/18